# Гунальд I (герцог Аквитании)
Гуна́льд (Гуно́льд) I (лат. Hunald, до 705 — после 745 года) — герцог Аквитании и Васконии с 735 до ок. 744 года, сын Эда Великого, герцога Аквитании.

## Биография

### Правление
В 735 году Гунальд вместе с братом Гаттоном унаследовал владения отца, Эда Великого — герцогства Аквитания и Васконию. Получив известие о смерти Эда майордом франков Карл Мартел пересёк Луару, дошёл до Гаронны, захватил замок Блай, расположенный на её правом берегу, а затем, перебравшись через реку, захватил город Бордо, после чего занялся покорением области. Карл вёл военные действия в Аквитании до 736 года. Гунальд и Гаттон пытались сопротивляться, но в итоге Гаттон попал в плен. В конце концов, Карл был вынужден признать за Гунальдом права на Аквитанию, при условии, однако, что он принесёт клятву верности. После клятвы Карл отпустил Гаттона и вернулся в свои владения. Таким образом, Аквитания сохранила на некоторое время независимость.
При жизни Карла Мартела Гунальд сохранял с ним хорошие отношения. Но после смерти Карла в 741 году Гунальд счёл себя свободным от клятвы и попытался освободиться от опеки наследников Карла, майордомов Пипина Короткого и Карломана. Воспользовавшись тем, что Пипин и Карломан были заняты подавлением восстания герцога Баварии Одилона, Гунальд также восстал. Однако Карломан и Пипин предприняли в 742 году поход в Аквитанию, заняв Бурж, Лош и Старый Пуатье. В ответ Гунальд вторгся в Нейстрию и сжёг город Шартр.
Около 744 года Гунальд поссорился со своим братом и соправителем Гаттоном. В результате Гаттон был ослеплён, а Гунальд стал единовластным правителем Аквитании и Васконии и снова восстал. В ответ в 745 году Пипин и Карломан предприняли новый поход в Аквитанию. В результате Гунальд был вынужден отречься от престола в пользу сына, Вайфара, которому было позволено наследовать Аквитанию. После этого Гунальд удалился в монастырь на острове Ре, после чего сведения о нём исчезают.
Ряд исследователей отождествляет Гунальда II, который был герцогом Аквитании во время правления Карла Великого, с Гунальдом I.

### Брак и дети
Имя жены Гунальда неизвестно. Предполагается, что у Гунальда был один сын и две дочери:
- Вайфар (ум. 768), герцог Аквитании и Васконии с 745 года
- дочь (ум. после 768)[4] — муж: Херевик[5]
- дочь (ум. после 768)[6]